# تئوفیمو لوپز
تئوفیمو لوپز (اسپانیایی: Teófimo López‎؛ زادهٔ ۳۰ ژوئیهٔ ۱۹۹۷) بوکسور اهل هندوراس است.